# Championnat de Bulgarie de football 1978-1979
Navigation
Saison précédente Saison suivante
La saison 1978-1979 du Championnat de Bulgarie de football était la 55e édition du championnat de première division en Bulgarie. Les seize meilleurs clubs du pays se retrouvent au sein d'une poule unique, la Vissha Professionnal Football League, où ils s'affrontent deux fois, à domicile et à l'extérieur. À la fin de la saison, les deux derniers du classement sont relégués et remplacés par les deux meilleurs clubs de deuxième division.
Le Levski-Spartak Sofia décroche un 4e titre de champion de Bulgarie en terminant en tête du classement, avec 3 points d'avance sur le CSKA Septemvriysko zname Sofia et 6 sur le tenant du titre, le Lokomotiv Sofia. Le Levski-Spartak réussit même le doublé Coupe-championnat en battant Beroe Stara Zagora en finale de la Coupe de Bulgarie.

## Les 16 clubs participants
| - Levski-Spartak Sofia - CSKA Septemvriysko zname Sofia - FK Haskovo - Promu de D2 - Lokomotiv Plovdiv - Pirin Blagoevgrad - PFC Slavia Sofia - Chernomorets Burgas - Lokomotiv Sofia | - Marek Stanke Dimitrov - PFK Spartak Pleven - Promu de D2 - Tcherno More Varna - Trakia Plovdiv - Botev Vratsa - Akademik Sofia - Beroe Stara Zagora - PFC Sliven |

## Compétition

### Classement
Le barème utilisé pour établir le classement est le suivant :
- Victoire : 2 points
- Match nul : 1 point
- Défaite : 0 point

| Rang | Équipe                         | Pts | J  | G  | N  | P  | Bp | Bc | Diff |
| ---- | ------------------------------ | --- | -- | -- | -- | -- | -- | -- | ---- |
| 1    | Levski-Spartak Sofia C         | 43  | 30 | 18 | 7  | 5  | 54 | 29 | +25  |
| 2    | CSKA Septemvriysko zname Sofia | 40  | 30 | 14 | 12 | 4  | 49 | 26 | +23  |
| 3    | Lokomotiv Sofia T              | 37  | 30 | 14 | 9  | 7  | 35 | 22 | +13  |
| 4    | PFC Slavia Sofia               | 36  | 30 | 16 | 4  | 10 | 52 | 33 | +19  |
| 5    | Chernomorets Burgas            | 34  | 30 | 13 | 8  | 9  | 45 | 43 | +2   |
| 6    | Marek Stanke Dimitrov          | 33  | 30 | 13 | 7  | 10 | 42 | 39 | +3   |
| 7    | Beroe Stara Zagora             | 33  | 30 | 14 | 5  | 11 | 45 | 47 | -2   |
| 8    | Trakia Plovdiv                 | 29  | 30 | 9  | 11 | 10 | 45 | 45 | 0    |
| 9    | Pirin Blagoevgrad              | 29  | 30 | 9  | 11 | 10 | 37 | 39 | -2   |
| 10   | Tcherno More Varna             | 26  | 30 | 8  | 10 | 12 | 29 | 40 | -11  |
| 11   | PFK Spartak Pleven P           | 25  | 30 | 9  | 7  | 14 | 25 | 27 | -2   |
| 12   | Botev Vratsa                   | 25  | 30 | 9  | 7  | 14 | 36 | 42 | -6   |
| 13   | PFC Sliven                     | 25  | 30 | 8  | 9  | 13 | 35 | 42 | -7   |
| 14   | Lokomotiv Plovdiv              | 24  | 30 | 10 | 4  | 16 | 35 | 43 | -8   |
| 15   | Akademik Sofia                 | 22  | 30 | 6  | 10 | 14 | 27 | 50 | -23  |
| 16   | FK Haskovo P                   | 19  | 30 | 7  | 5  | 18 | 35 | 59 | -24  |

|  | Qualification pour la Coupe des clubs champions 1979-1980                                |
|  | Qualification pour la Coupe des Coupes 1979-1980                                         |
|  | Qualification pour la Coupe UEFA 1979-1980                                               |
|  | Qualification pour la Coupe Intertoto 1979                                               |
|  | Relégation en deuxième division                                                          |
|  | T : Tenant du titre C : Vainqueur de la Coupe de Bulgarie P : Promu de deuxième division |

## Bilan de la saison
| Championnat de Bulgarie de football 1978-1979 |                                 |
| Champion                                      | Levski-Spartak Sofia (4e titre) |
| Coupes et trophées                            |                                 |
| Vainqueur de la Coupe de Bulgarie 1978-1979   | Levski-Spartak Sofia            |
| Qualifications continentales                  |                                 |
| Coupe des clubs champions 1979-1980           | Levski-Spartak Sofia            |
| Coupe des Coupes 1979-1980                    | Beroe Stara Zagora              |
| Coupe UEFA 1979-1980                          | CSKA Septemvriysko zname Sofia  |
| Coupe UEFA 1979-1980                          | Lokomotiv Sofia                 |
| Coupe Intertoto 1979                          | PFC Slavia Sofia                |
| Coupe Intertoto 1979                          | Pirin Blagoevgrad               |
| Promotions et relégations                     |                                 |
| Promus en Vissha PFL                          | PFC Minyor Pernik               |
| Promus en Vissha PFL                          | Etar Veliko Tarnovo             |
| Relégués en B PFL                             | FK Haskovo                      |
| Relégués en B PFL                             | Akademik Sofia                  |